# 112 (teléfono)

112 (teléfono GSM).

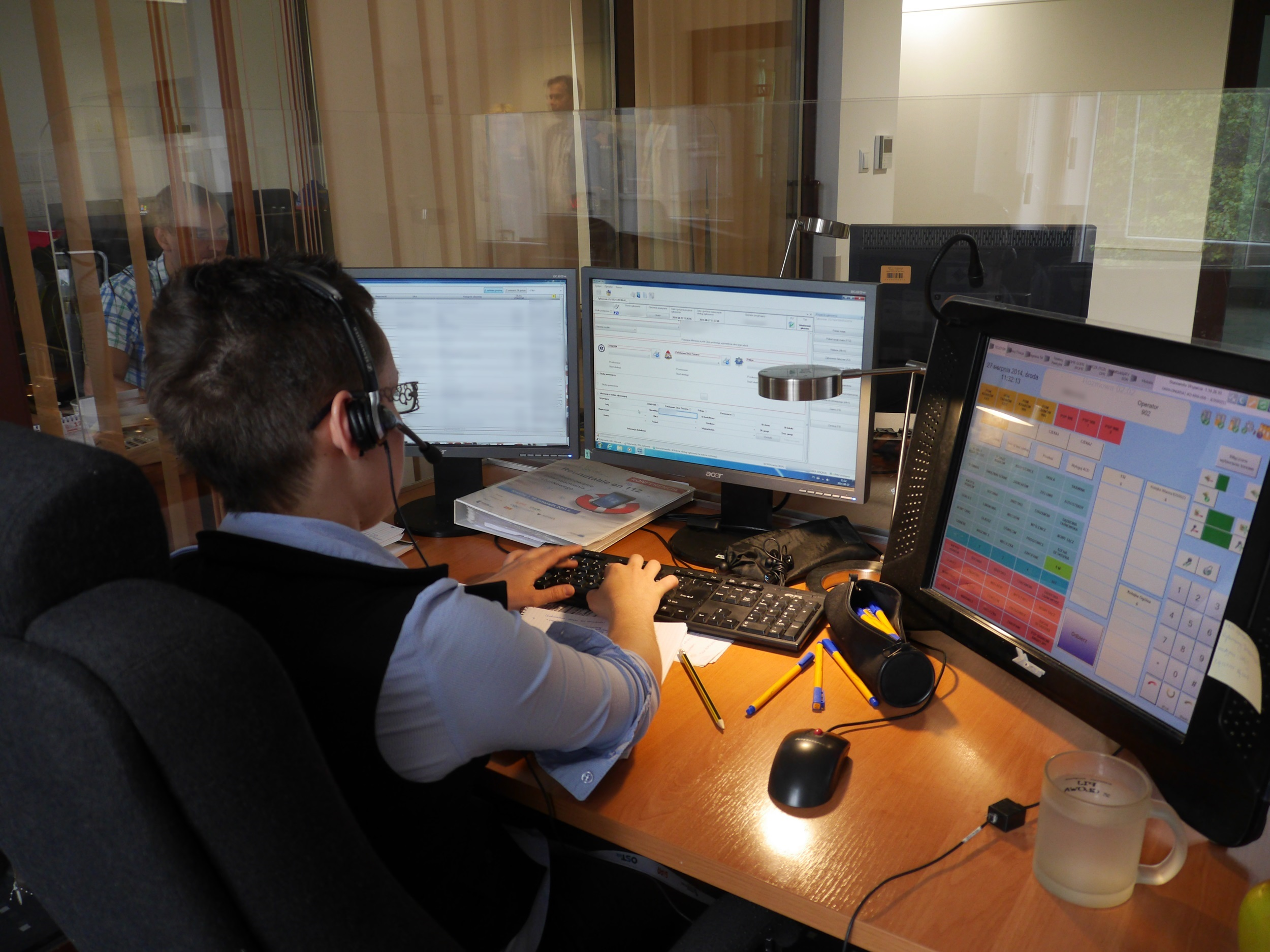
Centro de atención de emergencias en Cracovia, Polonia.

El número de teléfono 112 está establecido como un número único de asistencia a la ciudadanía ante cualquier tipo de emergencia (sanitaria, de extinción de incendios y salvamento o seguridad ciudadana) en la Unión Europea, Suiza, Colombia, y otros muchos países. La ciudad de  Guayaquil, en Ecuador, también lo ha adoptado.
Es una numeración gratuita, y prefijada. Los teléfonos móviles pueden llamar al 112 siempre que haya cobertura GSM de algún operador, sea este o no quien presta el servicio al llamante, porque todas las redes atienden este tipo de llamadas gratuitamente. Nótese que en zonas rurales, montañosas o muy apartadas, es decir, en cualquier lugar donde no haya cobertura de ninguna red, no se podrá efectuar la llamada y por este motivo no debe confiarse únicamente en un teléfono móvil para notificar emergencias desde una zona recóndita.

## Países que disponen del 112
En 2008 se dispuso el 112 como número de emergencias único en toda la Unión Europea (aunque algunos otros países continuasen manteniendo números propios, tanto de atención general como especializada), otros países europeos adoptaron el número; Albania, Andorra, Bielorrusia, Bosnia-Herzegovina, Croacia, Islandia, Liechtenstein, Macedonia del Norte, Moldavia, Mónaco, Montenegro, Noruega, Rusia, San Marino, Serbia, Suiza, Turquía, Ucrania y el Vaticano.

### España

Emblema Protección Civil España

En España al margen de otros números de teléfono de emergencias, la línea 112 es prioritaria y exclusiva para la comunicación de situaciones de emergencia, aunque también pueden comunicarse a los teléfonos específicos (Véase: Anexo: Teléfonos de emergencias). Ante la comunicación a esta línea de una emergencia, se movilizan y coordinan recursos sanitarios, policiales (Policías locales, Cuerpo Nacional de Policía, y Guardia Civil; y en sus CC. AA. Ertzaintza, Policía Canaria , Policía Foral de Navarra y Mozos de Escuadra, agentes forestales y medioambientales), recursos de extinción de incendios, rescate, salvamento y protección civil, con el fin de atender las distintas emergencias ocurridas, de manera aislada o en conjunto.
Los centros de atención de llamadas del 112 en España dependen de las CC. AA. y se rigen por las pautas que dicta la DGPCE (Dirección General de Protección Civil y Emergencias).

### Ecuador
En Ecuador, se adoptó el 9-1-1-  como número único de llamadas de emergencias desde el febrero de 2012 debido a una nueva regulación que unifica todas las entidades que atienden emergencias a través del Servicio Integrado de Seguridad ECU 911. El 9-1-1 atiende a emergencias y a urgencias.

### Costa Rica
En Costa Rica se puede usar el número 112 o el 911 como número de llamadas de emergencias, comunicando los dos a un mismo cuartel de atención, esto para evitar atrasos en la atención de emergencias si quien desea realizar la llamada no está seguro de cuál número se usa en el país. [cita requerida]

### Francia
En Francia se utiliza también el 112 como número de atención general de emergencias desde su implantación en la Unión Europea, aunque también cuente con números específicos. En los centros de llamadas se puede responder, gracias a la ayuda de los intérpretes, en más de 40 idiomas distintos. Esto dice mucho a favor de los servicios del 112 franceses, sin embargo, en Francia (al contrario que en el resto de la Unión Europea), no se puede contactar con el 112 desde un teléfono móvil sin tarjeta SIM.

### México
México lo ha implementado en los teléfonos pertenecientes al estándar GSM en una situación similar a España, pues marcando este número se canalizará la llamada al centro de atención más cercano de acuerdo al Estado de la República donde se localice (dependiendo de la emergencia pueden ser policías municipales o estatales, o en el caso de la capital, de la secretaría de seguridad pública, Fuerzas de rescate y salvamento como la Cruz Roja, bomberos, protección civil, etc) o bien ayuda de parte de fuerzas federales como lo es la Policía Federal Preventiva.

## Llamada telefónica
En los teléfonos GSM: 
- Con independencia de la demarcación nacional donde se encuentre, e incluso si no tiene cobertura de su operador, pero sí que hubiese cobertura GSM de algún otro operador en esa demarcación aunque no fuese el suyo, si marca 112 en la Unión Europea o 911 en Estados Unidos, la red GSM que haya disponible realizará la llamada al centro de emergencia más próximo.
- Aún con el teclado del teléfono móvil bloqueado, es posible realizar la marcación del número de emergencia 112.
- También es posible llamar sin introducir el número PIN, e incluso sin tarjeta SIM en el teléfono; simplemente una vez encendido se teclea 112 y se procede a llamar siempre que haya cobertura GSM.
- Las llamadas de emergencia tienen prioridad sobre otras llamadas, pudiendo desconectar una de ellas si la red no dispone de recursos disponibles.[6]

## Historia de la llamada de emergencia en la Unión Europea
La introducción del teléfono de emergencia se decidió y aprobó por el Consejo de Ministros de la Unión Europea en 1992 a propuesta de la Comisión Europea. Esto ocurrió debido a una demanda de la población, ya que por aquel entonces los servicios de urgencia tenían establecida una franja horaria, que no cubría las necesidades nocturnas. Desde entonces, el 112 se ha consolidado a lo largo del posterior proceso legislativo.

## Día Europeo del número 112, y su difusión
En 2007, el Parlamento Europeo determinó que muy poca gente conocía el teléfono de emergencias 112 y dónde podría ser usado. En 2008, solo un 22% de la población de la Unión Europea conocía el uso a nivel europeo del número comunitario de emergencias. Con el fin de aumentar la difusión del 112, en 2009 el Parlamento Europeo y el Consejo aprobaron la propuesta legislativa de la Comisión Europea, que declaraba el 11 de febrero el Día del número de emergencias europeo 112.  Especialmente en este día, deberán realizarse eventos para promover el conocimiento y el uso apropiado del número de emergencias en la Unión Europea. En 2013, casi el 27% de los ciudadanos de la Unión conocían el uso del 112 en toda Europa. El porcentaje en España fue del 30%.

## El 112
En todos los pueblos y ciudades que pertenezcan a la Unión Europea, el 112 es el número de emergencias y catástrofes de todo tipo, en el cual se integran todos los cuerpos de rescate, cuerpos policiales y cuerpos de cualquier otro tipo en situaciones de emergencia y catástrofe en un solo número.
Aunque en todos estos pueblos y ciudades pertenecientes a la Unión Europea, existen otros números de emergencia, llamando al 112, se garantiza que desde allí, el número de emergencia centralizará de forma inmediata todos los recursos necesarios para asistir al llamante, sin tener que ser este el que directamente llame uno por uno al número de emergencia del recurso solicitado.
Esto es muy útil en emergencias o catástrofes en las que el llamante necesita de uno o varios recursos de emergencia, que de otra manera tendría que solicitar de uno en uno en su número correspondiente telefónico, haciendo perder un tiempo precioso, a dichos recursos, cuando desde el 112 se pueden movilizar por parte del operador del 112, simultáneamente mientras habla con el llamante.
Todo esto suele hacerse vía programa informático del operador del centro 112, el cual mientras habla con el alertante, sin colgar la llamada mediante un programa informático, el operador se comunica de inmediato con los recursos a enviar de forma simultánea, de esa manera los recursos de emergencias llegan al lugar lo antes posible.
Lejos quedaron los tiempos en los que el 112 alertaba a los recursos de emergencia por teléfono, ahora se hace vía telemática, sin tener que colgar al alertante para proceder al envío del recurso o recursos de emergencia.
Incluso en algunos centros 112, tienen contratos económicos con compañías de aplicaciones móviles, por el cual el usuario puede descargarlas en su teléfono inteligente, de forma totalmente gratuita y usarlas para transmitir su posición GPS en el momento que marcan el 112.
De esta forma el operador del 112 sabe en tiempo real dónde se encuentra ese alertante y le permite enviar a los recursos su posición exacta para facilitar su rescate.